# Emil Brix
Pour les articles homonymes, voir Brix (homonymie).
Emil Brix, né en 1956 à Vienne, est un diplomate et historien autrichien.

## Biographie
Emil Brix a fait des études d’anglais et d’histoire à l’Université de Vienne. Depuis 1982, il travaille pour le service diplomatique de la République d’Autriche. De 1984 à 1986, il était secrétaire du Parti populaire autrichien (ÖVP) et de 1986 à 1989, il a travaillé au bureau du Ministre fédéral de la Science Erhard Busek.
De 1990 à 1995, il était consul général à Cracovie et de 1995 à 1999, il était directeur du Forum culturel autrichien à Londres. Jusqu’au début 2010, il était directeur de la section politique culturelle.
Depuis l’avril 2010, il est ambassadeur autrichien à Londres. Le 2015, il a pris ses fonctions d'ambassadeur d'Autriche à Moscou. Il est devenu directeur de l'Académie diplomatique de Vienne en 2017. 